# Dracii Roșii

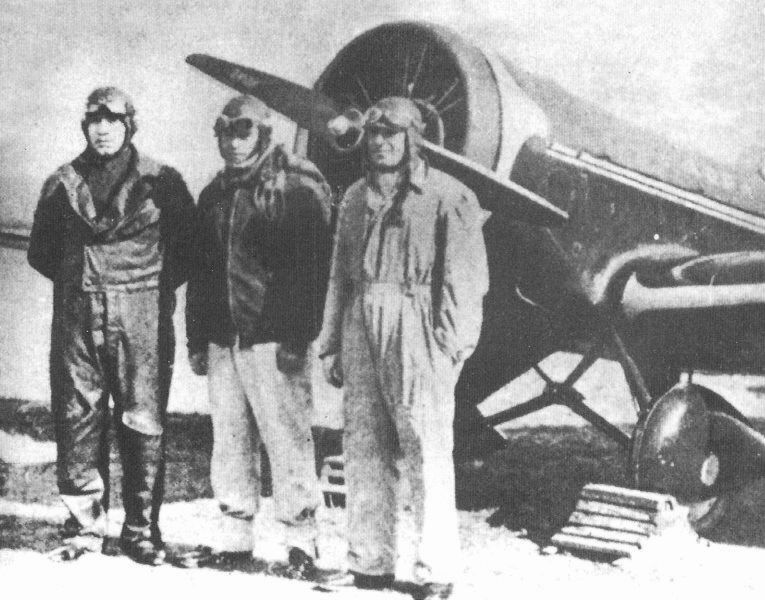
Formația inițială a „Dracilor Roșii”. De la stânga la dreapta: Petre Ivanovici (aripă dreapta), Mihail Pantazi (cap formație) și Max Manolescu (aripă stânga).

Dracii Roșii este porecla formației de acrobație aeriană a Asociației Române pentru Propaganda Aviației (ARPA) din perioada interbelică. Inițial formația a cuprins trei avioane, pilotate de aviatorii Mihail Pantazi, Petre Ivanovici și Max Manolescu. Ulterior din formație au mai făcut parte și aviatorii Gheorghe Gherasim, Nicolae Burileanu, Victor Stănescu și Gheorghe Bordeanu.
Formația a folosit inițial avioane ICAR M23b, apoi avioane ICAR Universal Acrobatic, iar în final avioane Klemm Kl 35b, adaptate.
Porecla formației provine de la titlul articolului scris de Mihail Negru, care a asistat la mitingul aerian de la Băneasa din 16 octombrie 1932 organizat de Aeroclubul Regal al României în colaborare cu ARPA.

## Mitinguri aeriene

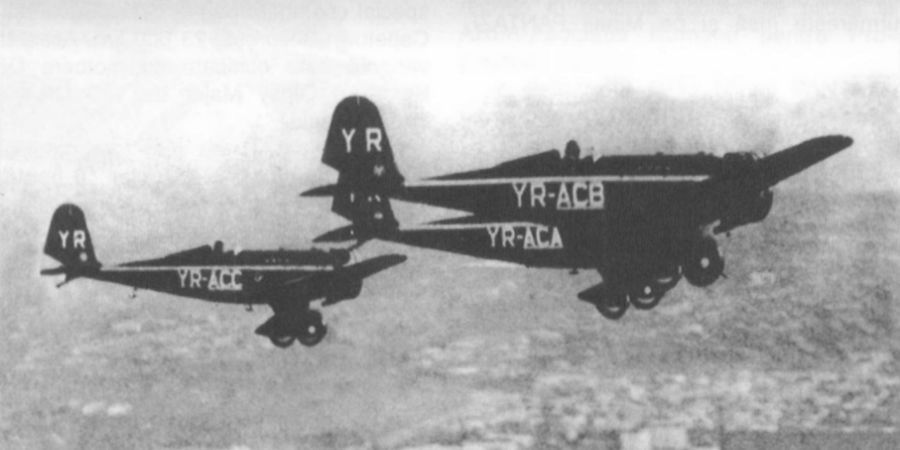
Dracii Roșii zburând în formație deasupra Bucureștiului (1936).

ARPA și-a finanțat activitățile și prin veniturile obținute prin organizarea de mitinguri aeriene, doar între anii 1934-1937 peste 150, și zboruri de agrement cu pasageri. Pentru a susține spectacolul aerian al „circului ARPA” Mihail Pantazi le propune lui Max Manolescu și Petre Ivanovici să facă împreună o echipă care să relizeze evoluțiile acrobatice în formație. Pantazi elaborează o schemă pe care formația o exersează în amănunt în cursul anului 1932, spectacolul inaugural având loc duminică, 16 octombrie, la mitingul de la Băneasa organizat cu ocazia împlinirii a 6 ani de la înființarea ARPA. La acest miting ARPA a adunat pentru a fi prezentate toate avioanele obținute prin sponsorizări. În afară de gama evoluțiilor acrobatice obișnuite (luping, tonou, zbor în cuțit, șandelă, imelman), programul a cuprins luping inversat (cu roțile spre centrul cercului), vrie cu scoatere din vrie în apropierea solului, zbor pe spate la firul ierbii, intersectări de traiectorii și luping în formație cu avioanele legate între ele cu panglici tricolore. Pentru prima oară avioanele au apărut vopsite în roșu.
Spectacolul are mare succes, fiind reeditat în săptămânile care urmează la Brăila (23 octombrie), Mizil (30 octombrie) și Ploiești (6 noiembrie). Aici, la o scoatere din vrie, motorul avionului lui Ivanovici dă rateuri, iar avionul n-are suficintă viteză pentru a răspunde la comenzi, se înfundă și lovește pământul. Deși avionul este avariat, datorită vitezei mici Ivanovici nu este rănit și reia demonstrația cu alt avion, formația repetând figura și executând programul până la sfârșit.
Mitingurile continuă în anii următori. Stagiunea din 1936 începe în 3 mai, locul lui Ivanovici (decedat la 1 februarie) fiind luat de Gheorghe Gherasim, care fusese rezerva lui Max Manolescu.
După moartea lui Pantazi în 7 noiembrie 1937, pentru stagiunea din 1938 Manolescu acceptă să refacă formația. Deși existau acrobați foarte buni, ca Alexandru Papană și Constantin Cantacuzino („Bâzu”), aceștia evoluau individual, astfel că pentru completarea formației Manolescu apelează la Gherasim, Nicolae Burileanu, Victor Stănescu și Gheorghe Bordeanu, cu toții piloți militari. Din superstiție, renunță la avioanele roșii ICAR și trec pe avioane Klemm Kl 35b, vopsite în caroiaj alb-negru. Datorită faptului că ARPA nu se putea dispensa de avioanele ICAR, acestea n-au putut fi păstrate în forma lor acrobatică și au fost transformate în avioane obișnuite de școală, cu două locuri (dar nu în varianta ICAR Universal Biloc) și revopsite în mod comun. Cu aceste avioane s-a zburat până în 1940.
Treptat, datorită faptului că era pilot de linie al LARES, Manolescu n-a mai putut onora solicitările ARPA, cedând poziția de cap formație căpitanului Gherasim. Ultimele spectacole au avut loc în 1940, ARPA încheindu-și misiunea de popularizare a aviației. Al Doilea Război Mondial bătea la ușă.

## Avioanele

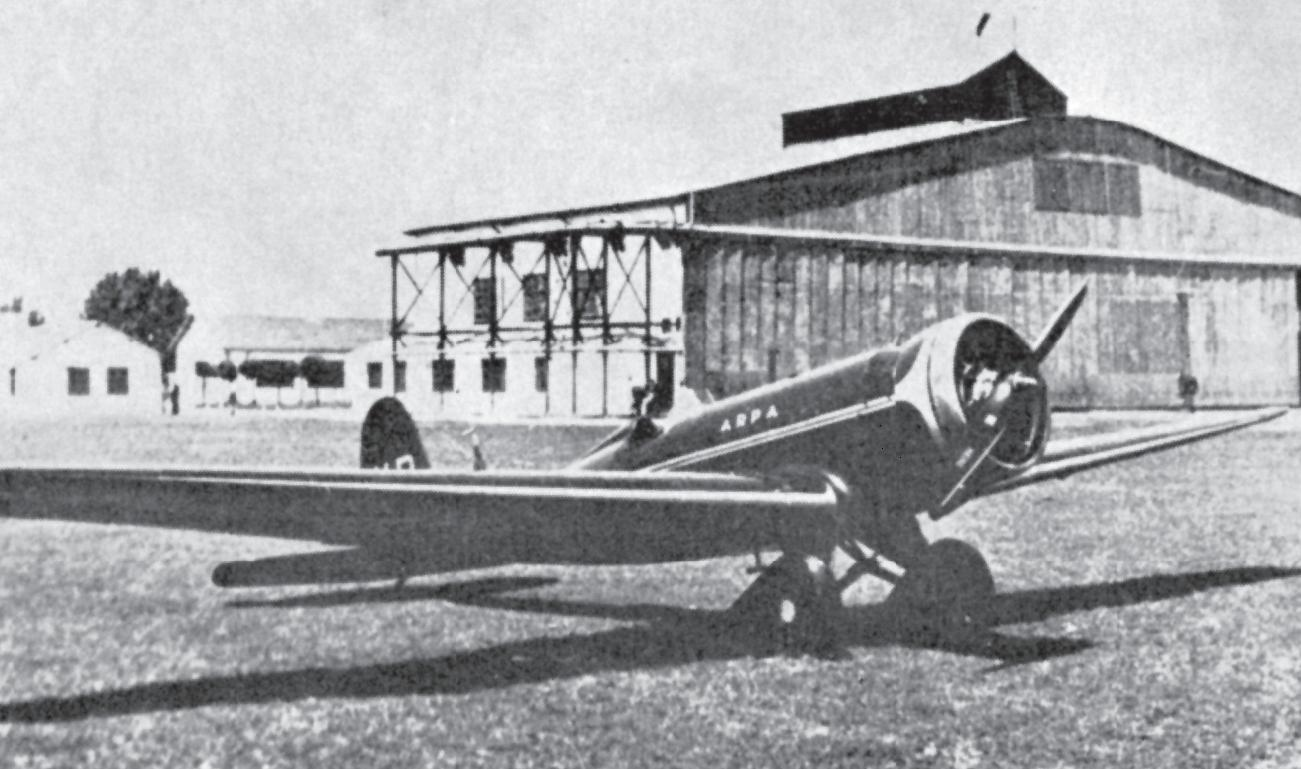
ICAR Universal Acrobatic

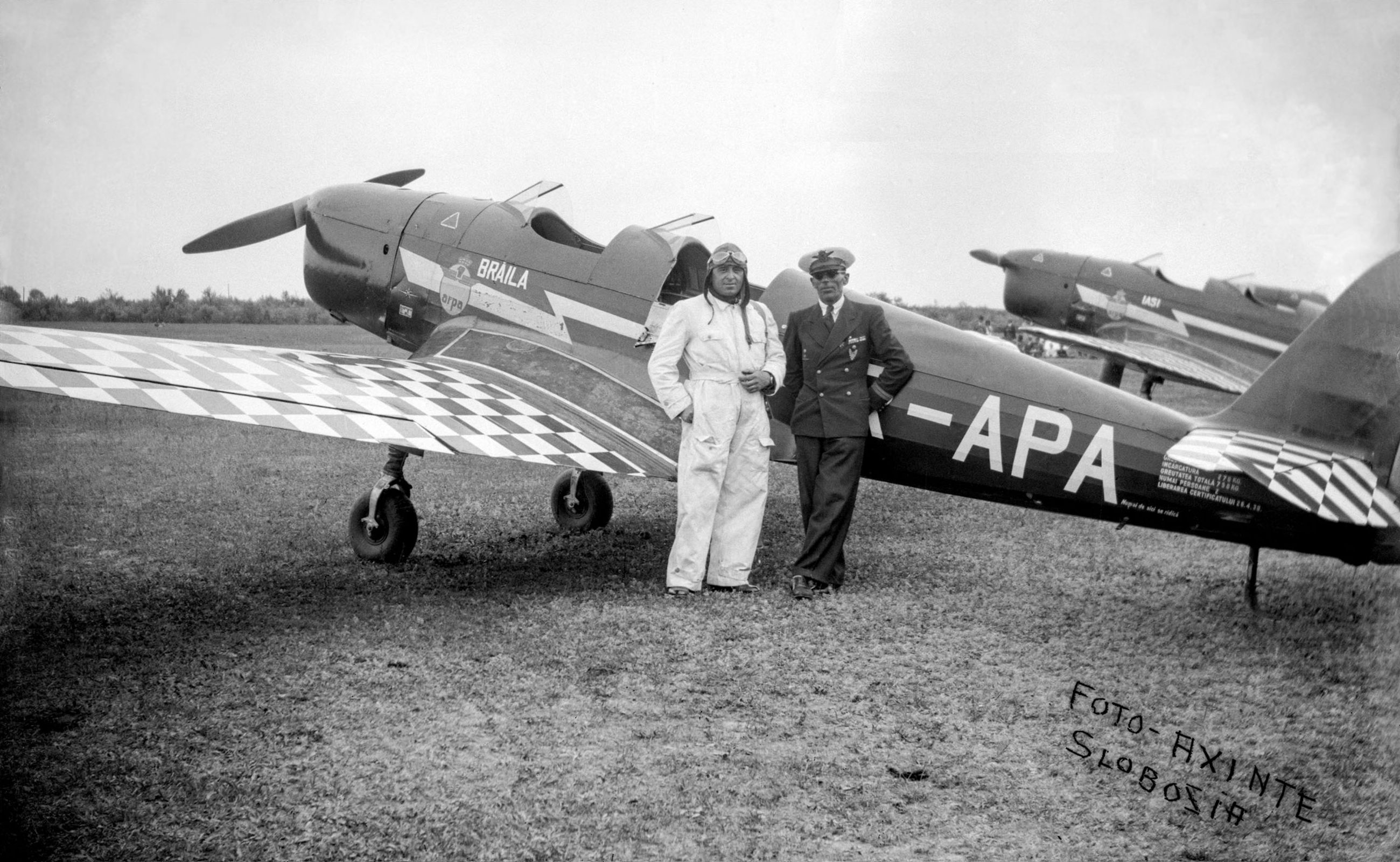
Max Manolescu cu un pilot civil în fața avionului de acrobație Brăila (Klemm Kl 35), aparținând Dracilor Roșii

Inițial, din 1932, s-a evoluat pe avioane ICAR M23b modificate monoloc și vopsite roșu, cu dungi longitudinale albe. În 1934 s-a trecut pe avioane ICAR Universal Acrobatic, înmatriculate YR-ACA, YR-ACB și YR-ACC, care era o variantă a avionului ICAR Universal adaptată special pentru ei. Adaptările au constat în transformarea lor în monolocuri prin acoperirea postului din față, alungirea aripilor (anvergura) la 12,9 m, revenirea la trenul de aterizare cu roți cu spițe, înguste, dar cu carenaj. La aceste avioane a fost păstrată schema de culori anterioară.
Din 1938 formația a evoluat pe avioane Klemm Kl 35b adaptate, înmatriculate YR-APA(1), YR-APB(1), YR-APC(1).

## Piloții

### Mihail Pantazi
Mihail Pantazi (1897–1936). Sublocotenent de artilerie în 1917 participă la Bătălia de la Mărășești, fiind unul dintre puținii care au scăpat cu viață din divizionul său. Tot îm 1917 devine aviator, iar în 1918 își ia brevetul de pilot de vânătoare în Franța, unde participă la a Doua Bătălie de pe Marna. Se întoarce în țară, unde este confirmat pilot de vânătoare prin brevetul 153/11.04.1919 și decorat cu Ordinul Coroana României cu spade. Înființează Școala de Motoare de Aviație și apoi, împreună cu alții, ARPA. În 1934 este înaintat locotenent-comandor. Ia parte în 1933 și 1935 la raidurile aviatice din Africa. Până în 1936 a fost capul formației „Dracii roșii”. Moare într-un accident aviatic la fabrica PZL din Polonia, ca pasager, membru în comisia de recepție, în urma ruperii aripii avionului în zbor.

### Petre Ivanovici
Petre Ivanovici (1898–1936). Plutonier de cavalerie, în 1919 participă la campania din Ungaria. Efectuează primul zbor, ca pasager, la Cluj și se înscrie la Centrul de Instrucție al Aeronauticii Române din Tecuci, unde îl cunoaște pe Max Manolescu. Fiind un pilot foarte bun, este reținut la școală, ca instructor. Ivanovivi a participat la raidul din 1933 din Africa și la raidul din 3 ianuarie - 24 martie 1935 din Africa cu Irina Burnaia. Devine pilot al societății SARTA, înființată în 1935. Moare pilotând avionul Potez 560 F-AOCD al SARTA într-un zbor fără vizibilitate Arad–București, când un pneu al trenului de aterizare explodează în locaș avariind avionul și cauzând lovirea lui de munți.

### Max Manolescu
Maximilian (Max) Manolescu (1902–1985). Devine și el pilot la Centrul de Instrucție al Aeronauticii Române din Tecuci. Ca și Ivanovici, rămâne la școală, ca instructor. Ia și el parte la raidul din 1933 din Africa. A fost pilot de linie al CIDNA și LARES. În timpul celui de al Doilea Război Mondial a fost pilot recepționer al avioanelor fabricate de IAR. După război este numit pilot-șef la TARS. În 1948 pleacă în Franța, unde zboară pentru Air France, TAI și SAGETA până la ieșirea la pensie, în 1964, acumulând peste 30 000 de ore de zbor și zburând pe mai mult de 70 de tipuri de avioane.

### Gheorghe Gherasim
Gheorghe Gherasim (n. 8 martie 1899 – d. 23 decembrie 1959). Brevetat la Școala Militară de la Tecuci ca șef de promoție, cu brevetul 359/1024. La 7 aprilie 1937 este brevatat și ca pilot de linie, cu brevetul 22/1937.

### Nicolae Burileanu
Nicolae Burileanu (n. 27 noiembrie 1909 – d. 17 martie 2001). Brevetat la Școala Militară de la Tecuci în 1928. Zboară în formația Dracii Roșii pe avioane Klemm. În timpul celui de al Doilea Război Mondial a luptat pe Messerschmitt Bf 109G în Grupurile 7 și 9 Vânătoare, devenind unul din așii aviației române, cu 5 victorii confirmate. A zburat până în 1954, când a fost trecut în rezervă cu gradul de locotenent-comandor.

### Victor Stănescu
Victor Stănescu (n. 16 octombrie 1904, Redea – d. 27 martie 1985). Brevetat la Școala Militară de la Tecuci în 1928. În 1929 este repartizat la Flotila de luptă Pipera. Zboară în formația Dracii Roșii pe avioane Klemm. La începutul celui de al Doilea Război Mondial este repartizat ca instructor la Ghimbav, unde suferă un accident grav cu un avion Nardi FN-305 în urma unei pene de motor pe panta de urcare, rămânînd invalid.

### Gheorghe Bordeanu
Gheorghe Bordeanu (n. 24 februarie 1901 – d. 25 august 1979, Brașov). Brevetat în 1924 la Școala Militară de la Tecuci, fiind coleg de promoție cu Gheorghe Gherasim. În 1937 este avansat căpitan și primește comanda Escadilei 1 Vânătoare PZL din Flotila de luptă Pipera. Zboară în formația Dracii Roșii pe avioane Klemm. Avansat locotenent-comandor, primește comanda Grupului 8 Vânătoare, format la 22 februarie 1941 și dotat cu avioane IAR 80. În 1944 este comandantul școlii de bombardament în picaj pentru avioane IAR 81 de la Ghimbav. După 23 august 1944 luptă pe front până la sfârșitul războiului.